# Portuguese Language Journal
O Portuguese Language Journal é uma revista académica avaliada por pares e o jornal oficial da Organização Americana de Professores de Português. É publicado semestralmente pela AOTP e cobre metodologia de português como língua materna, estrangeira ou de herança, linguística do português, aquisição de segunda língua, pedagogia e Estudos culturais, além de resenhas de livros e material multimédia.

## História
A professora Mary Risner, da Universidade da Flórida, idealizou o PLJ no final de 2005, quando era diretora de projeto de uma bolsa FIPSE/CAPES nos EUA. Alguns fundos foram disponibilizados para desenvolver uma publicação académica que aumentasse a visibilidade do ensino da língua portuguesa nos Estados Unidos e ajudasse a avançar no campo, sobretudo no que diz respeito à falta de recursos e materiais através da partilha de práticas de ensino e pesquisas em sala de aula. O Portuguese Language Journal surgiu então como uma revista on-line de acesso aberto para divulgar pesquisas e materiais no mundo, e não apenas da perspectiva dos Estados Unidos.
Para estabelecer o PLJ, a professora Risner entrou em contacto com colegas professores de português nos Estados Unidos, como as professoras Carmen Tesser (Universidade da Georgia) e Lyris Weideman (Universidade de Stanford) e outras, que ajudaram com o formato, conteúdo e missão do PLJ. Foi formado um corpo editorial internacional, e depois da primeira chamada de trabalhos, o primeiro volume foi publicado em 2006 com o apoio do Centro de Estudos Latino-Americanos da Universidade da Flórida, e em 2008 o PLJ recebeu seu número ISSN.
Em 2010, a professora Margo Milleret (Universidade do Novo México) assumiu o cargo de editor e a professora Gláucia Silva (Universidade de Massachusetts, Dartmouth) o de Editora Associada. Pouco tempo depois, a professora Maria Antonia Cowles (Universidade da Pensilvânia) tornou-se a editora de resenhas de livros. Em 2011, as professoras Clémence Jouët-Pastré (Universidade de Harvard) e Fernanda Ferreira (Universidade Estadual de Bridgewater) foram as editoras convidadas do Volume 5, “Ensinando e Aprendendo Português como uma Linguagem de Herança”. Em 2013, os professores Michael Ferreira (Universidade de Georgetown) e Lyris Wiedeman (Universidade de Stanford) atuaram como editores convidados do Volume 7, “Português para falantes de espanhol”.
O décimo aniversário do PLJ em 2016 marcou uma nova página na vida do periódico, com a transição para Organização Americana de Professores de Português, tornando-se a sua publicação official para a profissão e ganhando uma versão impressa. Para celebrar a AOTP publicou em dois volumes os mais de 60 artigos publicados durante os primeiros 10 anos do PLJ por colegas dos EUA, Brasil, Europa e da Ásia, sobre diversos tópicos. Em 2017, a AOTP publicou o PLJ#11 que teve a professora Rosa Bizarro (Instituto Politécnico de Macau) como sua editora convidada. A publicação passou em 2018 a ser semestral.

### Apoios
Desde o primeiro volume em 2006, o PLJ contou com o apoio e foi sustentado graças à ajuda de colegas de todo o mundo. Contou ainda com apoio financeiro do Departamento de Educação dos Estados Unidos, dos Centros de Estudos Latino-Americanos da Universidade da Flórida, da Universidade do Novo México e da Universidade Internacional da Flórida.